# Hrgovi Gornji
Hrgovi Gornji är en ort i Bosnien och Hercegovina.   Den ligger i entiteten Federationen Bosnien och Hercegovina, i den nordöstra delen av landet, 100 km norr om huvudstaden Sarajevo. Hrgovi Gornji ligger 272 meter över havet och antalet invånare är 401.
Terrängen runt Hrgovi Gornji är kuperad söderut, men norrut är den platt.Runt Hrgovi Gornji är det ganska tätbefolkat, med 93 invånare per kvadratkilometer.. Närmaste större samhälle är Gračanica, 18,3 km väster om Hrgovi Gornji. 
Omgivningarna runt Hrgovi Gornji är en mosaik av jordbruksmark och naturlig växtlighet.